# Światowy Dzień Zapobiegania Samobójstwom
Światowy Dzień Zapobiegania Samobójstwom, ang. World Suicide Prevention Day – święto obchodzone dorocznie 10 września od 2003 roku, z inicjatywy Międzynarodowego Towarzystwa Zapobiegania Samobójstwom (IASP), które jest w oficjalnym związku ze Światową Organizacją Zdrowia (WHO).
Co roku IASP, we współpracy z WHO, wykorzystuje ten dzień, by zwrócić uwagę na samobójstwa jako na najczęstszą przyczynę przedwczesnych zgonów, którym można zapobiec. Celem tego dnia jest zwiększenie świadomości społecznej w zakresie tematyki samobójstw i wsparcie psychologiczne dla osób, u których pojawiają się myśli samobójcze.

## Polska
W Polsce Światowy Dzień Zapobiegania Samobójstwom organizowany jest od 2018 roku przez Polskie Towarzystwo Suicydologiczne w ramach kampanii społecznej „Życie warte jest rozmowy”. 
Od 2018 roku odbyły się kampanie, każda 10 września w ramach obchodów święta:
- I edycja – „Życie warte jest rozmowy”. W dniu obchodów Światowego Dnia Zapobiegania Samobójstwom (World Suicide Prevention Day), 10 września 2018 roku, Polskie Towarzystwo Suicydologiczne we współpracy z Samorządem Doktorantów Wydziału „Artes Liberales” UW zorganizowało w gmachu Biblioteki Uniwersytetu Warszawskiego, mieszczącej się przy ulicy Dobrej 56/66, ogólnodostępny Dzień Wykładów Otwartych. Jego myśl przewodnia brzmi: Życie Warte Jest Rozmowy. To wydarzenie promowała kampania społeczna pod tym samym hasłem, która została uruchomiona 27 sierpnia 2018 roku[2].
- II edycja – „Męska sprawa”[3]. W ramach kampanii społecznej „Życie warte jest rozmowy” w Bibliotece Uniwersyteckiej przy ulicy Dobrej 55 w Warszawie odbyła się kolejna odsłona Wykładów Otwartych. Głównym celem jest przybliżenie szerokiej publiczności podstawowej wiedzy na temat zapobiegania samobójstwom w Polsce, ze szczególnym uwzględnieniem wysokiej ilości samobójstw wśród mężczyzn. Wydarzenie zostało zorganizowane przez Instytut Psychiatrii i Neurologii oraz Polskie Towarzystwo Suicydologiczne we współpracy z Wydziałem „Artes Liberales” Uniwersytetu Warszawskiego. Ambasadorem kampanii został Michał Czernecki. W ubiegłym roku media obiegła informacja, że aktor dwukrotnie próbował odebrać sobie życie. „Jeżeli przeżyło się coś takiego, to już sam fakt zobowiązuje nas do czegoś. Jeśli możemy te swoje kule u nogi zaprząc do pracy na rzecz innych to nie ma bardziej sensownej rzeczy” – swoje zaangażowanie w akcję tłumaczył w trakcie wykładów otwartych poświęconych profilaktyce samobójstw w mediach[4].
- III edycja – „Zatrzymaj samotność”. 10 i 11 września 2020 roku w Auli w Starym BUW-ie przy ul. Krakowskie Przedmieście 26/28 w Warszawie odbyła się kolejna odsłona wykładów otwartych pod hasłem: Życie warte jest rozmowy: zatrzymaj samotność. Wydarzenie w całości było transmitowane na żywo na stronie konferencji www.npz3.pl oraz na Facebooku, na profilu Życie warte jest rozmowy. Organizatorzy: Instytut Psychiatrii i Neurologii oraz Polskie Towarzystwo Suicydologiczne we współpracy z Wydziałem „Artes Liberales” Uniwersytetu Warszawskiego. Wykłady otwarte zostały objęte patronatem honorowym rektora Uniwersytetu Warszawskiego[5].
- IV edycja – „Działając budzimy nadzieję”. 10 września 2021 roku w Wyższej Szkole Menedżerskiej przy ul. Kawęczyńskiej 36 w Warszawie odbyła się konferencja dla realizatorów trzeciego celu operacyjnego Narodowego Programu Zdrowia. W tym roku hasło przewodnie brzmiało: „Działając budzimy nadzieję”. W trakcie wydarzenia opowiedziano o sposobach wsparcia, które można zaoferować osobom w kryzysie samobójczym. W tym celu na wydarzenie zaproszeni zostali goście, którzy podczas trzech paneli dyskusyjnych omówili konkretne aspekty pomocy oraz wyzwań związanych z prewencją i profilaktyką zachowań samobójczych. Równolegle do paneli przez cały czas trwania wydarzenia, każdy potrzebujący rozmowy uczestnik mógł skorzystać z konsultacji u dyżurujących w pokojach wsparcia specjalistów na miejscu wydarzenia. Wydarzenie zorganizowali Instytut Psychiatrii i Neurologii oraz Polskie Towarzystwo Suicydologiczne. Organizatorzy zaproponowali tryb hybrydowy – można uczestniczyć przychodząc na miejsce wydarzenia albo oglądać transmisje na profilu YouTube Polskiego Towarzystwa Suicydologicznego[6].
- V edycja – „Razem pokonać kryzys”. 10 września 2022 roku odbyła się kolejna odsłona wykładów otwartych pod hasłem: „Życie warte jest rozmowy: Razem pokonać kryzys”. Wykłady odbyły się w Okręgu Warszawskim Związku Polskich Artystów Plastyków przy ul. Mazowieckiej 11a w Warszawie. Organizatorem było Polskie Towarzystwo Suicydologiczne. Zaproszeni eksperci w ciągu 30-minutowych wykładów podejmowali konkretne aspekty problemu i wyzwań pomocowych. Opowiedziano o głównych zagadnieniach tego zjawiska, wpływie pandemii Covid-19 na wzrost zachowań samobójczych w tej grupie wiekowej, a także o praktycznych wskazówkach pomocnych w kontakcie z dzieckiem i nastolatkiem w kryzysie. Równolegle do wykładów, przez cały czas trwania wydarzenia, każdy potrzebujący rozmowy uczestnik mógł skorzystać z konsultacji u dyżurujących w Pokojach Wsparcia specjalistów. W ramach wydarzenia odbył się panel dyskusyjny wokół najnowszej książki dr Halszki Witkowskiej „Życie mimo wszystko. Rozmowy o samobójstwie”[7].
- VI edycja – „Edukuj – wspieraj – bądź”. 9 września 2023 roku odbyła się kolejna odsłona wykładów otwartych pod hasłem: Życie warte jest rozmowy – Edukuj – Wspieraj – Bądź. Wykłady odbyły się w Warszawskim Związku Polskich Artystów Plastyków przy ul. Mazowieckiej 11a w Warszawie. Organizatorami byli: Polskie Towarzystwo Suicydologiczne oraz Serwis Życie Warte Jest Rozmowy. Zaproszeni eksperci w ciągu 60-minutowych wykładów podjęli konkretne aspekty problemu i wyzwań pomocowych. Opowiedzieli o głównych zagadnieniach tego zjawiska, a także o praktycznych wskazówkach pomocnych w kontakcie z dzieckiem i nastolatkiem w kryzysie. Poruszyli zagadnienia interesujące nie tylko dla nauczycieli, pedagogów szkolnych czy psychologów, ale także dla każdego rodzica. Równolegle do wykładów, przez cały czas trwania wydarzenia, każdy potrzebujący rozmowy uczestnik mógł skorzystać z konsultacji u dyżurujących w Pokojach Wsparcia specjalistów[8].